# Линкольн, Элмо
Отто Элмо Линкенхелт (англ. Otto Elmo Linkenhelt; 6 февраля 1889 — 27 июня 1952) — американский актёр.

## Биография
Отто Элмо Линкенхелт известен как исполнитель роли взрослого Тарзана в немом фильме 1918 года «Тарзан, приёмыш обезьян» (Гордон Гриффит исполнил роль Тарзана в детстве), первом фильме из серии о Тарзане. Он сыграл роль Тарзана ещё дважды — в фильмах «Любовь Тарзана» (также 1918) и «Приключения Тарзана» (1921). Также Линкольн снялся в фильме Дэвида Уорка Гриффита «Рождение нации», в котором он сыграл эпизодическую роль.
После завершения эры немого фильма Элмо уехал из Голливуда и попробовал свои силы в горной промышленности. В конце 1930-х, он возвратился в киноиндустрию, чаще всего снимаясь в массовках. Так он появился (без указания в титрах), в двух фильмах о Тарзане в 1940-х годах — как разнорабочий цирка в «Приключении Тарзана в Нью-Йорке» (1942), и как рыбак, чинящий сеть в фильме «Волшебный фонтан Тарзана» (1949).
Его последней работой в кино была небольшая роль (не указана в титрах) в фильме «Сестра Керри» с Лоренсом Оливье в главной роли. Согласно Tarzan Фильмов, Гэйбом Эссо, Линкольн был доволен своей работой в этом фильме, поскольку он был поклонником Оливье.
Линкольн умер от сердечного приступа в 1952, в возрасте 63, и был похоронен на голливудском кладбище Hollywood Forever.
Его вклад в американскую киноиндустрию был отмечен звездой (Голливудский бульвар, 7042) на голливудской «Аллее славы».
В 2001 его дочь Маркиа Линкольн Рудольф рассказывала его историю в своей книге «Мой отец, Элмо Линкольн: Настоящий Тарзан».